# Luis Fortuño Burset
Luis Guillermo Fortuño Burset (San Juan, Puerto Rico, 31 d'octubre de 1960) és un advocat corporatiu i polític porto-riqueny. Fou el desè governador de Puerto Rico, Comissionat Resident i president del Partit Nou Progressista (PNP). És membre del Partit Republicà dels Estats Units i és el president de la conferència congressional Hispana.
Fou el primer governador republicà electe de Puerto Rico el novembre del 2008, sent el seu mandat des del 2 de gener de 2009 fins al 2 de gener 2013.